# Москва слезам не верит (Мордовцев)
«Москва слезам не верит» (рус. дореф. «Москва слезамъ не вѣритъ») — историческая повесть Даниила Мордовцева, написанная и впервые опубликованная в 1885 году. 
В повести описывается Русь конца XV века, в частности Вятская республика и город Хлынов, с их завоеванием Москвой в результате Вятского похода Даниила Щени в 1489 году. Мордовцев использует образы реальных исторических персонажей — хлыновского воеводы Ивана Аникиева, создателя Успенского собора Московского Кремля итальянского архитектора Аристотеля Фиораванти, византийской царевны Софьи Палеолог и других.
В 1910 году повесть вышла отдельным изданием.
В 1993 году издавалась в одноимённом сборнике вместе с романами «Господин Великий Новгород» и «Лжедмитрий».
В 2019 году повесть была переиздана в составе одноимённого авторского сборника, куда вошли три произведения автора, рассказывающие о разных периодах русской истории:
- «Москва слезам не верит»
- «Сидение раскольников в Соловках», о годах царствования Алексея Михайловича.
- «Наносная беда», об эпидемии чумы 1770 года в Москве после очередной русско-турецкой войны.

## Название
Выражение «Москва слезам не верит» возникло во времена возвышения Московского княжества, когда оно взимало с других городов и княжеств большую дань для Золотой орды. Города направляли в Москву челобитчиков с жалобами на несправедливость. Их нередко жестоко наказывали, чтобы устрашить остальных недовольных. Нередко суровые наказания производились самим московским царём, видевшим в жалобах челобитчиков акт народного недовольства его политикой централизации. Это и породило целый ряд пословиц о жестокости и несправедливости московских правителей, их чиновников и о бедности и бесправии простого люда. Самой популярной из них оказалась пословица Москва слезам не верит.
Историк и романист Даниил Мордовцев в своём произведении приписывает эти слова благочестивому вятскому скитнику и прозорливцу Елизарушке Копытову. Эта фраза становится лейтмотивом всего произведения, повествующего о завоевании Вятской республики в период «собирания русских земель» Иваном III вокруг Московского княжества.